# Universidad de Salerno
La Universidad de Salerno (en italiano: Università degli Studi di Salerno, UNISA) es una universidad pública italiana ubicada en el campus de Fisciano (Salerno), Italia. También tiene un campus en Baronissi.
El Ateneo fue fundado en 1968, aunque Salerno cuenta con la antigua tradición de la Escuela Médica Salernitana (siglo IX).

## Características
En tamaño y usuarios es la tercera universidad en el sur de la península, y una de las pocas en Italia al tener la estructura del campus, con 1 km² de tamaño. Su ubicación en el corazón de la Campania en el cruce de las intersecciones de la autopista A30, que lo hacen fácilmente accesible desde toda la región, lo que hace que tenga un área de influencia muy grande, que se extiende desde el extremo al sur de la Ciudad metropolitana de Nápoles a las regiones de Basilicata, Calabria y Apulia. Esta característica ha llevado en las últimas décadas al crecimiento de la Universidad de Salerno que en la actualidad tiene cerca de 35 000 estudiantes.
Actualmente, la universidad tiene 10 facultades, 60 programas de grado activos, 29 departamentos, 6 centros de investigación.

### Facultad De Medicina

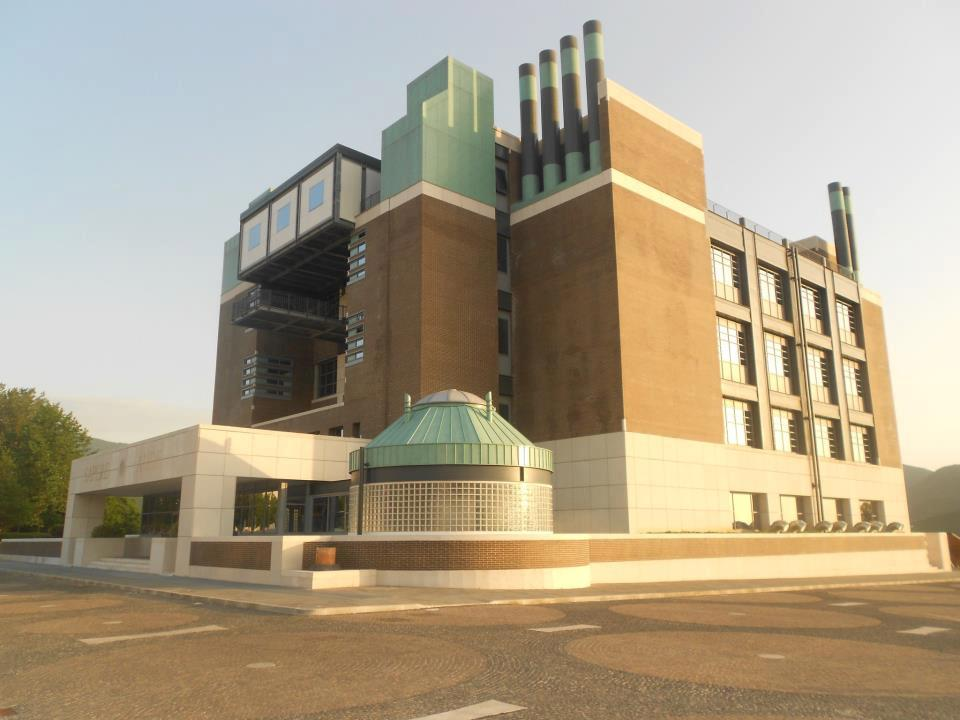
Biblioteca Científica

El 18 de octubre de 2005 con la firma del Memorando de Entendimiento con el Ministerio de Educación, Universidad e Investigación, son las bases para la creación de facultades de medicina y cirugía. El nacimiento de esta nueva opción es vista como un paso de gran importancia para la universidad, teniendo en cuenta las tradiciones milenarias que la ciudad puede presumir de Salerno con la escuela médica de Salerno. La Facultad de Medicina, ha visto al inicio de las actividades finales en el curso académico 2006/2007. Ese mismo año también comenzó sus cursos de la Escuela de Periodismo de Salerno, reconocido por el Colegio Nacional de Periodistas, el primero nacido en el sur de Italia y en una universidad pública.

### Departamentos

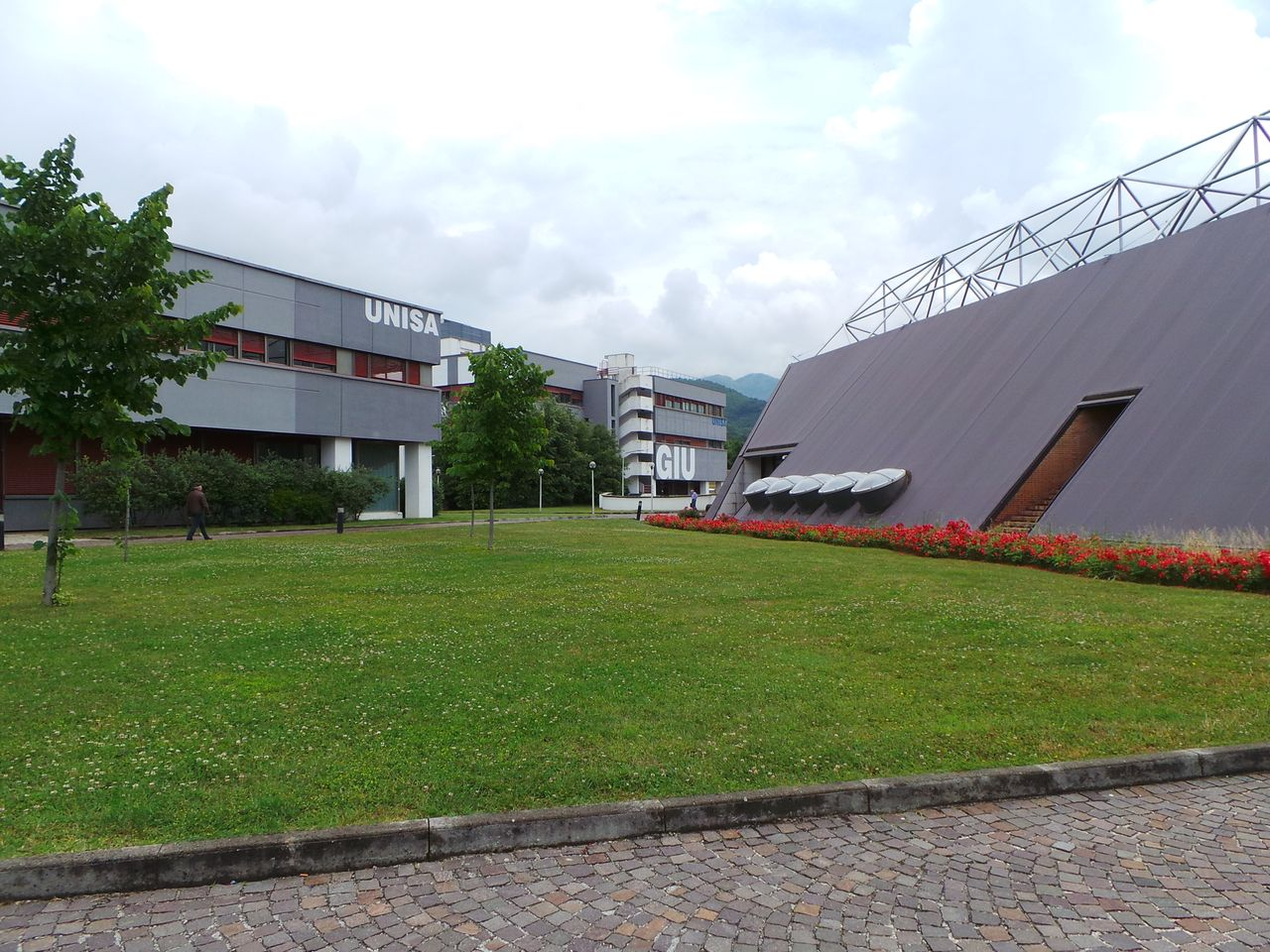
Facultad de Derecho.

- Química y Biología "Adolfo Zambelli"
- Farmacia
- Física "E.R. Caianiello"
- Informática
- Ingeniería Civil
- Ingeniería de la Información, Eléctrica y Matemáticas Aplicadas
- Ingeniería Industrial
- Matemáticas
- Medicína, Cirugía y Odontología "Escuela Médica Salernitana"
- Ciencias Empresariales - Management & Innovation Systems
- Ciencias del Patrimonio Cultural
- Ciencias Económicas y Estadísticas
- Ciencias Jurídicas (Escuela de Ley)
- Ciencias Políticas, Sociales y de la Comunicación
- Ciencias Humanas, Filosóficas de la Educación
- Humanidades

### Instalaciones
Campus Fisciano-Salerno

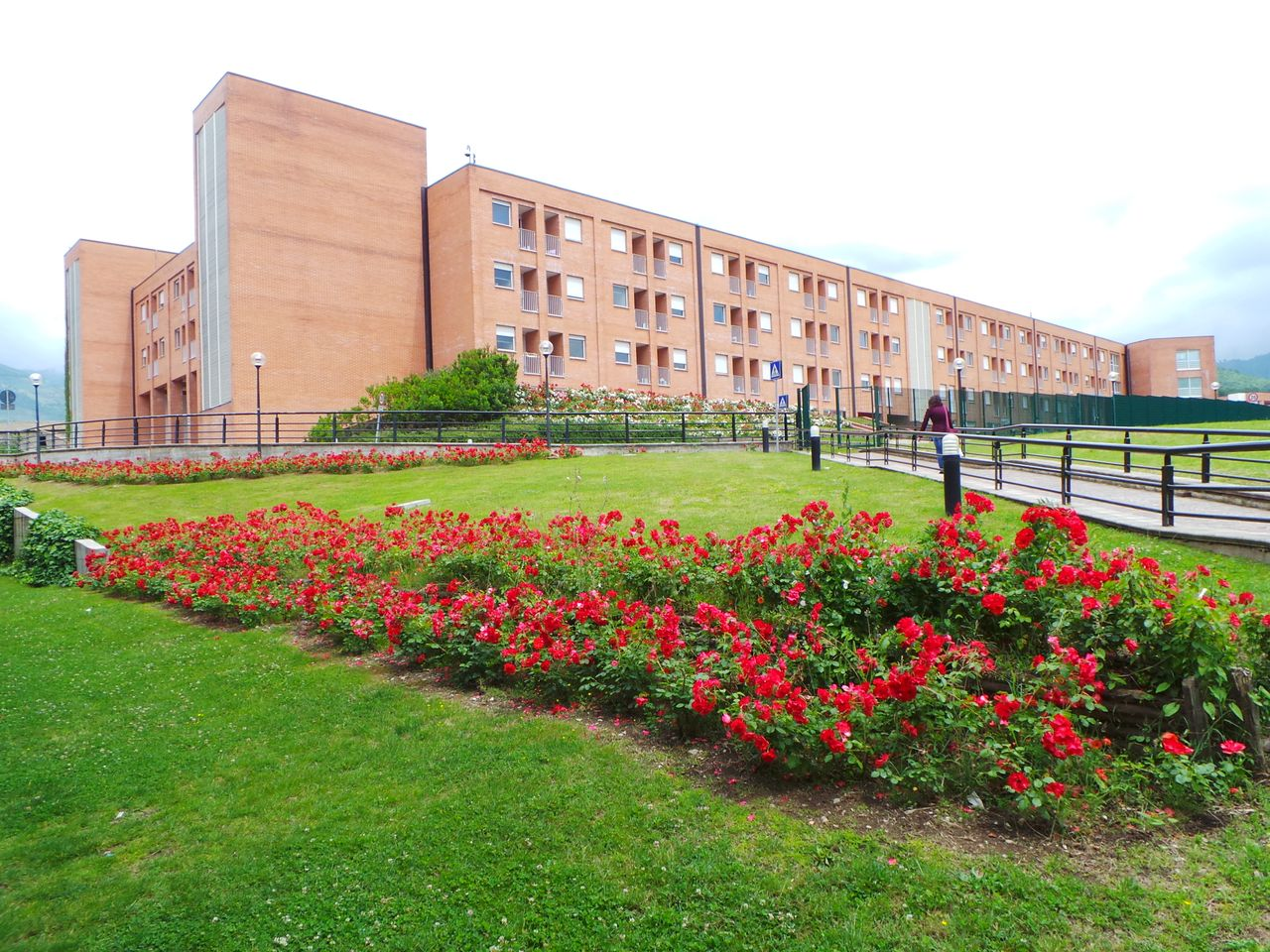
Residencias universitarias en el campus.

Están disponibles para los estudiantes matriculados en muchos servicios, tales como el Centro de Orientación y Tutoría, Centro de Idiomas, laboratorios, salas de estudio equipadas y numerosas bibliotecas, incluyendo la biblioteca de la Universidad, uno de los mayores en Europa entre los que en los estantes abiertos y la primera en Italia
La Universidad también cuenta con instalaciones para el ocio (deportes, teatro, espacios para actividades recreativas) y promueve actividades culturales y artísticas a los estudiantes protagonistas, profesores y personal administrativo.

## Rectores
- 1969-1974: Gabriele De Rosa
- 1974-1977: Nicola Cilento
- 1977-1978: Aristide Savignano
- 1978-1980: Luigi Amirante
- 1980-1987: Vincenzo Buonocore
- 1987-1995: Roberto Racinaro
- 1995-2001: Giorgio Donsì
- 2001-2013: Raimondo Pasquino
- 2013-act.: Aurelio Tommasetti[1]

### Exalumnos De La Universidad
- Vincenzo De Luca, exalcalde de Salerno y actual presidente de la región de Campania, licenciado en Historia y Filosofía.
- Marco Pecoraro Scanio, político, licenciado en Derecho;
- Pina Picierno, política, licenciada en Ciencias de la Comunicación;